# 대대지도자
대대지도자(Bataillonsführer)는 제1차 세계 대전 이래로 존재한 독일의 준군사 계급이다. 대대지도자란 보병대대 대대장(일반적으로 계급은 소령)을 가리키는 표현이었고, 1차대전 종전 이후 자유군단의 준군사 계급 중 하나로 이용되었다.
1945년 국민돌격대의 대대급 지휘관 직함으로 부여된 것이 대대지도자라는 명칭이 마지막으로 사용된 때이다.